# Regalien (Insignien)

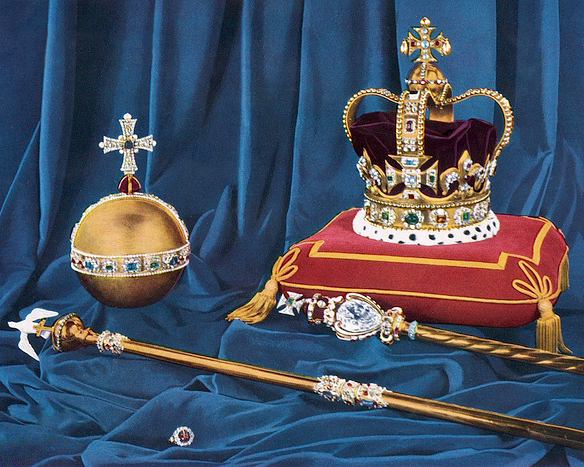
Regalia zur Krönung von Elisabeth II. 1953

Regalia (verdeutscht: Regalien) bezeichnet Insignien, die bei Krönungen und anderen Weihehandlungen nach mittelalterlicher Vorstellung unerlässlich waren, um die Handlung rechtsgültig ausführen zu können.

## Gegenstände
In allen europäischen Monarchien des Mittelalters gab es solche regalia, deren Zusammensetzung im Einzelnen variieren konnte. Fast immer gehörten dazu Krone, Zepter, Reichsapfel und Schwert. In der Regel bildeten diese Gegenstände den Kern einer umfangreicheren Sammlung wertvollen Schmucks, den Kronjuwelen, die auch Gegenstände rein dekorativen Charakters umfassen und nicht ausschließlich aus Regalien bestehen mussten.

## Verwendung
Im Mittelalter wurden die Regalien dem Herrscher bei der Krönung übergeben oder er wurde damit bekleidet, trug sie aber auch bei anderen festlichen und repräsentativen Anlässen, etwa bei Festkrönungen. In der frühen Neuzeit wurde ihr Gebrauch meist auf die Krönung beschränkt. Selbst die im 19. Jahrhundert neu entstandenen Königreiche, wie Bayern, Rumänien oder Württemberg, beschafften noch Regalien. In den meisten Monarchien Europas wurde im Laufe des 19. und 20. Jahrhunderts auf die Krönungen – und damit den Einsatz der Regalien – verzichtet. In vollem Umfang findet eine Krönung heute nur noch in Großbritannien statt, wobei die englischen Regalien eingesetzt werden.

## Einzelne Länder

### Deutschland
- Heiliges römisches Reich deutscher Nation[4]
- Bayern[5]
- Hannover[6]
- Preußen[7]
- Württemberg[8]
- Kurköln (nicht erhalten)[9]
- Kurmainz[Anm. 1]
- Kurtrier[10]

### Andere europäische Staaten
- Böhmen[11]
- Dänemark[12]
- Frankreich[13]
- Italien[14]
- Niederlande
- Norwegen[15]
- Österreich[16]
- Polen[17]
- Portugal[18]
- Rumänien[19]
- Russland[20]
- Schottland[21]
- Schweden[22]
- Serbien / Jugoslawien
- Ungarn
- Vereinigtes Königreich[23]

### Außereuropäische Staaten
- Brasilien
- Iran[24]
- Japan[25]
- Thailand[26]
- Tonga[27]